# Here It Comes Again (nummer van The Fortunes)
"Here It Comes Again" is een nummer geschreven door Barry Mason en Les Reed en uitgevoerd door The Fortunes uit 1965.
Het nummer werd als single uitgebracht op 10 september 1965 op het Decca label. Het bereikte de vierde positie in de UK Singles Chart  en in de Canadese hitlijst. In de Verenigde Staten kwam het tot de 27e plek. In de Nederlandse Top 40 stond het nummer vijf weken op de tweede plaats.

## NPO Radio 2 Top 2000
| Nummer met noteringen in de NPO Radio 2 Top 2000 | '99  | '00  | '01 | '02  | '03  | '04  | '05 | '06  |
| ------------------------------------------------ | ---- | ---- | --- | ---- | ---- | ---- | --- | ---- |
| Here It Comes Again                              | 1768 | 1715 | -   | 1982 | 1770 | 1773 | -   | 1700 |

1. ↑  Een '-' betekent dat het nummer niet was genoteerd en een vetgedrukt getal geeft de hoogste notering aan.
2. ↑  Deze tabel is bijgewerkt tot en met de laatste editie (2024).